# Allocosa kulagini
Allocosa kulagini este o specie de păianjeni din genul Allocosa, familia Lycosidae. A fost descrisă pentru prima dată de Spassky, 1941. Conform Catalogue of Life specia Allocosa kulagini nu are subspecii cunoscute.